# نيكي دونز
نيكي دونز (بالإنجليزية: Nicky Downs)‏ هو لاعب كرة قدم أمريكي في مركز الوسط، ولد في 8 يناير 1996 في لايكفيل ‏ في الولايات المتحدة. لعب مع هارتفورد أتلتيك.